# Yanto Laitano
Yanto dos Santos Laitano (Curitiba, 26 de abril de 1973) es un compositor, pianista, cantor y productor brasileño. Tiene maestría en Composición por la Universidade Federal do Rio Grande do Sul y es bachiller en Música por esta misma institución. Es autor de bandas sonoras premiadas para películas y documentales. Sus actividades artísticas transitan por la música contemporánea y por diversos géneros de la música popular sobre todo el rock.

## Obra

### Discografía
- Yanto Laitano. Horizontes e Precipícios, 2010.
- Yanto Laitano. Nocaute!, 2006.[3]
- Ex-Machina. Um Som Que Não Soa, 2002.[4]
- Bili Rubina. Aí Varô, 2000.
- Ex-Machina. Ex-Machina, 1998.[5]

### Videoclipes
- Libertad. Dirigido por Etiene Faccin, João Gabriel Riveres y Tula Anagnostopoulos, 2015.
- Eu Não Sou Daqui. Dirigido por Paulo Zaracla y Leandro Schirmer, 2012.
- Meu Amor. Dirigido por Jerri Dias, 2010.

### Bandas sonoras
- Reflexões do Curumin. Mediometrage de Frank Coe, 2011.
- O Legado Lutzenberger. Documental de Frank Coe y Otto Guerra, 2008.
- Kata. Episodio de la serie Primeira Geração, RBS, 2008.
- Céu Azul. Cortometraje de Denise Marchi, 2008.
- Lutzenberger: For Ever Gaia. Documental de Frank Coe y Otto Guerra, 2007.
- Desaparecido. Cortometraje de Jerri Dias, 2006.
- Canto de Cicatriz. Documental de Laís Schaffe, 2005.
- A Estrada. Cortometraje de Jerri Dias, 2004.
- Pesadelo. Cortometraje de Thomas Creus, 2003.
- A Vingança de Kali Gara. Cortometraje en Super-8 de Jerri Dias, 1999.